# لوکاس فرناندز (بازیکن فوتبال، زاده ۱۹۹۹)
لوکاس فرناندز (انگلیسی: Lucas Fernández؛ زادهٔ ۱۲ ژوئن ۱۹۹۹) بازیکن فوتبال است.